# Кизилсуатський сільський округ
Кизилсуа́тський сільський округ (каз. Қызыл суат ауылдық округі, рос. Кызылсуатский сельский округ) — адміністративна одиниця у складі Цілиноградського району Акмолинської області Казахстану. Адміністративний центр — село Кизил-суат.
Населення — 1289 осіб (2021; 1598 у 2009, 1094 у 1999, 1244 у 1989).
Станом на 1989 рік існувала Інтернаціональна сільська рада (села Інтернаціональне, Калініно, Куйгенжар, Малотимофієвка, Мічуріно, Шубар). 1993 року сільрада була перетворена в Інтернаціональний сільський округ. 2000 року був виділений Шубарський сільський округ (села Кизилсуат, Малотимофієвка, Шубар). Пізніше Інтернаціональний сільський округ увійшов до складу міста Астана, Шубарський сільський округ увійшов до складу Талапкерського сільського округу. 2007 року села Коянди, Малотимофієвка та Шубар Талапкерського сільського округу утворили окремий Кояндинський сільський округ. 2019 року було утворено Кизилсуатський сільський округ, його утворили села колишнього Шубарського сільського округу — село Кизилсуат Талапкерського сільського округу, села Аккайин і Шубар Кояндинського сільського округу.

## Склад
До складу округу входять такі населені пункти:
| Населений пункт  | Колишні назви                   | Населення, осіб (1989) | Населення, осіб (1999) | Населення, осіб (2009) | Населення, осіб (2021) |
| ---------------- | ------------------------------- | ---------------------- | ---------------------- | ---------------------- | ---------------------- |
| Аккайин, село    | Малотимофієвка, Мала Тимофієвка | 426                    | 350                    | 417                    | 385                    |
| Кизил-суат, село | Калініно, імені Калініна        | 416                    | 368                    | 684                    | 548                    |
| Шубар, село      | Шубари                          | 402                    | 376                    | 497                    | 356                    |